# Tad Shull
Thomas Barclay „Tad“ Shull, Jr. (* 15. Oktober 1955 in Norwalk, Connecticut) ist ein US-amerikanischer Jazz-Tenorsaxophonist, Flötist, Arrangeur, Komponist und Autor.

## Leben und Wirken
Tad Shull wuchs in Westport auf; während seiner Schulzeit auf der Westport Public School begann er mit dem Saxophonspiel und trat mit 13 Jahren in einer Swingband auf, außerdem mit 15 Jahren in Blues und Rock-’n’-Roll-Bands. In Westport studierte er 1970/71 Jazzpiano und Improvisation bei John Mehegan, mit 16 Jahren Saxophon und Jazz-Improvisation bei David Liebman (1971–73), mit 18 Jahren Improvisation bei Richard Beirach (1973-4). Danach besuchte er das New England Conservatory, wo er mit Gunther Schuller und Jaki Byard arbeitete. 1978 ging Shull nach New York und arbeitete in Swingclubs in Midtown, wie dem Jimmy Ryan's und Eddie Condon's. Shull lernte dabei Musiker wie Roy Eldridge, Jimmy Rowles, Eddie Locke und Bobby Pratt kennen, die als Swing- und Mainstream-Jazz-Veteranen noch aktiv waren. 1981/82 spielte Shull im Smithsonian Jazz Repertory Ensemble von Bob Wilber, von dem er auch Klarinetten-Unterricht erhielt. Kurz danach wurde er Mitglied im Widespread Depression Jazz Orchestra, mit dem er Ende der 1980er Jahre auf zahlreiche Tourneen ging. Bis 1997 arbeitete Shull mit der Formation.
1990 begann Shull mit eigenen Formationen zu spielen; hier wirkten u. a. die Pianisten Mike LeDonne und Ray Gallon, der Bassist Dennis Irwin und der Schlagzeuger Kenny Washington mit. Außerdem spielte er mit Dizzy Gillespie, Milt Jackson, Joe Williams, Cab Calloway und Woody Herman. 2002 wirkte er an verschiedenen Tribute-Veranstaltungen zu Ehren von Billy Strayhorn im Lincoln-Center und spielte weniger bekannte Stücke des Komponisten. Gegenwärtig (2019) leitet er ein Quartett, dem Rob Schneiderman (Piano), Paul Gill (Bass) und Joe Strasser (Drums) angehören.
Daneben unterzog sich Shull einem Studium der Politikwissenschaft an der Columbia University; seitdem veröffentlichte er über Politik, Musik und Kultur. Weiterhin ist er als Marketing-Berater und auch im Center for Jazz Studies der Columbia University tätig.
Shulls Spiel auf dem Tenorsaxophon kombiniert Einflüsse von Coleman Hawkins, Don Byas, Lucky Thompson, Eddie Lockjaw Davis, Johnny Griffin und Sonny Rollins.

## Diskographische Hinweise
Als Leader
- Deep Passion (Criss Cross, 1990)
- In the Land of the Tenor (Criss Cross, 1993)
- Tenor Triangle (1993)
- Tell It Like It Is (1993), mit Ralph Lalama und Eric Alexander
- Aztec Blues (1994)
- Two Tenor Ballads (1995) (mit Mark Turner)

Als Sideman
- Widespread Depression Jazz Orchestra: Swing is the Thing (1983), Paris Blues (1985)
- Jordan Sandke: Rhythm is Our Business (1985)

## Veröffentlichungen
- Redefining Red and Green: Ideology and Strategy in European Political Ecology. State University of New York Press, Albany, NY, 1999.
- When Backward Comes Out Ahead: Lucky Thompson's Phrasing and Improvisation. In: Annual Review of Jazz Studies. 12, 2003.